# Fuoco d'artificio (singolo)
Fuoco d'artificio è un singolo della cantante italiana Alessandra Amoroso, pubblicato il 15 novembre 2013 dalla Columbia e distribuita dalla Sony Music. È il secondo singolo estratto dal terzo album in studio della cantante, dal titolo Amore puro.

## Il brano
Gli autori sono Emeli Sandé nella versione inglese e Tiziano Ferro in quella italiana.
Si tratta di una ballad che descrive la forza che si trova per andare avanti quando finisce un rapporto.
Il brano è stato inserito nella raccolta del 2014 Love Forever e il 14 febbraio 2014, vince l'MTV Love clash come migliore canzone di San Valentino.

## Il video
Il video del brano, pubblicato il 11 dicembre 2013, per la regia di Gaetano Morbioli, dona una differente lettura della storia d'amore raccontandola in chiave artistica. Tra nastri rossi, paillette, specchi ed una pioggia di fuochi artificio, due funamboli volteggiano nell'aria intrecciando i loro corpi come i loro sentimenti.
L'amore come il circo e grazie ad esso si racconta, l'amore fatto di acrobazie, colmo di pericoli, con l'esigenza di coraggio e con il rischio della beffa. Fuoco d'artificio è una ballata romantica giocata sulle diverse sfumature della voce di Alessandra e su affascinanti orchestrazioni. Protagonisti insieme all'artista sono i due acrobati e ballerini Stefano Pribaz e Valentina Marino della Compagnia Liberi Di...Physical Theater.

## Tracce
1. Fuoco d'artificio – 4:00 (testo: Tiziano Ferro, Emeli Sandé)

## Classifiche
| Classifica (2013) | Posizione massima |
| ----------------- | ----------------- |
| Italia            | 49                |